# José Luis Arrieta
José Luis Arrieta Lujambio (San Sebastián, 15 giugno 1971) è un dirigente sportivo ed ex ciclista su strada spagnolo di origine basca.
Professionista dal 1993 al 2010, conta due vittorie in carriera, di cui una tappa alla Vuelta a España. Dopo il ritiro è diventato direttore sportivo del team Movistar.

## Carriera
Iniziò la propria carriera da professionista nel 1993 con la Banesto. Tredici furono le stagioni in cui militò nella squadra spagnola, diretta da Eusebio Unzué e che nel frattempo assunse altre denominazioni, come iBanesto.com nel 2001 e Illes Balears nel 2004. Durante questo periodo ricoprì incarichi di gregariato per Miguel Indurain durante il Tour de France 1996 e per Alex Zülle nel 1999.
Nel 2006 si unì alla squadra francese AG2R Prévoyance insieme al compagno Francisco Mancebo. Durante il Tour de France 2006, nell'undicesima tappa, guidò Cyril Dessel per tutta la salita e la discesa del Colle d'Aspin e ridusse lo scarto fra i fuggitivi e il gruppo della maglia gialla; in quella corsa si rese protagonista inoltre di due fughe, nella terza e nella quindicesima tappa. Nel settembre del 2006 conquistò la sua più importante vittoria da professionista, nella diciannovesima tappa della Vuelta a España.
Ha concluso la propria carriera nell'ottobre del 2010, dopo diciassette anni nel professionismo. Dopo il ritiro è diventato direttore sportivo per la Movistar, la squadra di Unzué.

## Palmarès
- 2002 (iBanesto.com, una vittoria)

1ª tappa Vuelta a Asturias
- 2006 (Ag2r, una vittoria)

19ª tappa Vuelta a España

## Piazzamenti

### Grandi Giri
- Tour de France

1996: 32º
1997: 75º
1998: ritirato
1999: 46º
2000: 57º
2005: 74º
2006: 28º
2007: 52º
2008: 72º
2009: 81º
- Vuelta a España

2004: 28º
2006: 44º
2007: 59º
2008: 55º
2009: 81º
2010: ritirato (15ª tappa)

### Classiche monumento
- Milano-Sanremo

1994: 163º
1995: 112º
1996: 156º
1997: 81º
1998: 156º
2001: 68º
- Liegi-Bastogne-Liegi

1996: 52º
1997: 69º
2006: 57º
2009: 87º